# 일본어족
일본어족(일본어: 日本語族, 영어: Japonic languages) 또는 일류어족(일본어: 日琉語族, 영어: Japanese-Ryukyuan languages)은 언어 분류의 하나이며 일본어 및 류큐어를 포함한다.
현재는 일본어와 류큐어가 일본 조어에서 갈라져 나왔다는 것 이외는 다른 언어와의 친척 관계도 분명하게 밝혀지지는 않았다.
여러 가지 가설이 있는데 알타이어족이나 오스트로네시아어족에 속한다는 가설이 대표적이다.

## 어파

### 일본어
- 동일본방언
  - 홋카이도 방언
  - 도호쿠 방언
  - 동간토 방언
  - 서칸토 방언
  - 하치조어: 고대 동일본 방언의 특징이 있음. 하치조섬, 아오가섬, 다이토 제도에서 사용된다. 유네스코는 일본어와 하치조어 사이에 의사 소통이 불가능하여 개별 언어로 처리하고 소멸 위기 언어로 지정하였다[1].
  - 중부 방언
- 서일본방언
  - 호쿠리쿠 방언
  - 긴키 방언
  - 도카이토야마가타 방언
  - 시코쿠 방언
  - 운파쿠 방언
- 규슈 방언
  - 호니치 방언
  - 히치쿠 방언
  - 사쓰구 방언

### 류큐어
분류 방법이 다양하다. 다음은 6개로 분류하는 방식에 따라 정리한 것이다. 류큐어에 속하는 6개 언어는 유네스코에 의해 모두 소멸 위기 언어로 지정되었다.
- 아마미어
- 오키나와어
- 구니가미어
- 미야코어
- 야에야마어
- 요나구니어

이 밖에도 류큐어파를 11개의 개별 언어로 나누는 견해도 있다. 에스놀로그가 그 예이며, ISO 639-3이 여기에 맞추어 언어 코드를 각각 할당하였다.

### 반도 일본어
반도 일본어는 한반도 남부에 존재했다고 상정되는 가설적인 일본어족의 고대 분파이다. 반도 일본어를 쓰던 야요이인이 기원전 22세기경, 혹은 기원전 10세기경부터 일본열도로 진출해 기원전 3세기에 일본열도의 토착민족이었던 조몬인과 융화되며 칸토 서쪽지역을 모두 일본어 사용지역으로 만들면서 열도 일본어로 분화되었으나 일본열도로 이주하지 않고 한반도에 남아있던 야요이인과 그들이 쓰던 반도 일본어는 기원전 4세기경을 기점으로 요동 및 요서 지방에서 도래한 한국어족 화자에 의해 정복당해 기원후 7세기쯤 완전히 동화되어 사멸하였다.

## 분류

### 이가라시에 의한 계통

이가라시 （2021）에 의한 계통
일본어족
- 확대 동일본어파
  - 아이치현・기후현

이가라시 （2018）에 의한 계통

  - 중핵 동일본어군（이토이가와・하마나코선 이동）
    - 니가타현(죠에츠・츄에츠)・나가노현・야마나시현・시즈오카현・관동지방 서부・이즈 제도
    - 확대 토호쿠어군
      - 이바라키현・도치기현
      - 중핵 토호쿠어군（니가타현 카에츠・토호쿠 지방）

- 기타（주고쿠・시코쿠・킨키・호쿠리쿠）
- 남일본어파
  - 북부 규슈어（치쿠젠・부젠・오이타현）
  - 동서남부규슈・류큐어군
    - 동부 규슈어（미야자키현 대부분）
    - 서남부 규슈・류큐어군
      - 서부 규슈어（치쿠고・나가사키현・사가현・구마모토현）
      - 남부 규슈・류큐어군
        - 남부 규슈어
        - 류큐어군
          - 북류큐어군
          - 남류큐어군